# Uscana
Uscana va ser la capital del poble il·liri dels penestes.
Tenia uns deu mil habitants al segle ii aC. Segons Titus Livi, cap a l'any 170 aC, durant la Tercera Guerra Macedònica era en mans del rei Perseu de Macedònia i la va atacar Appi Claudi Centó, que no va aconseguir entrar a la ciutat. Però després els romans en un segon atac la van ocupar, segurament el mateix 170 aC, ja que el 169 aC Perseu la va atacar per sorpresa en una ràpida marxa de tres dies des Stubera. Altra vegada els romans, dirigits per Luci Celi, van tornar a atacar la ciutat el mateix 169 aC, i van tornar a ser rebutjats. No va passar a Roma fins al 168 aC, amb la resta de Macedònia. El seu emplaçament exacte no ha pogut ser determinat.